# Tunis Grand Prix 2009
Il Tunis Grand Prix 2009 si è tenuto a Tunisi, in Tunisia dal 09 al 10 maggio 2009 ed è stato la terza tappa dell'IJF World Tour 2009. È stata la prima edizione dell'Tunis Grand Prix.

## Risultati
Tutti i medagliati del torneo.
| Categorie donne | Oro             | Argento           | Bronzo                                 |
| --------------- | --------------- | ----------------- | -------------------------------------- |
| - 48 kg         | Haruna Sakamoto | Chahnez M'barki   | Nataliya Komova Mayumi Takara          |
| - 52 kg         | Chiho Kagaya    | Amani Khalfaoui   | Romy Tarangul Marine Richard           |
| - 57 kg         | Nae Udaka       | Sabrina Filzmoser | Hedvig Karakas Bernadett Baczko        |
| - 63 kg         | Urška Žolnir    | Miki Tanaka       | Marielle Pruvost Irina Gromova         |
| - 70 kg         | Rasa Sraka      | Anett Meszaros    | Mina Watanabe Gervise Emane            |
| - 78 kg         | Vera Moskalyuk  | Tomomi Okamura    | Anastasiia Matrosova Catherine Roberge |
| + 78 kg         | Lucija Polavder | Maryna Prokofieva | Tea Donguzashvili                      |

| Categorie uomini | Oro                | Argento              | Bronzo                              |
| ---------------- | ------------------ | -------------------- | ----------------------------------- |
| - 60 kg          | Jeroen Mooren      | Damien Bomboir       | Gabit Esimbetov Paischer Ludwig     |
| - 66 kg          | Sugoi Uriarte      | Serhiy Drebot        | Ahmed Awad Hevorh Hevorhyan         |
| - 73 kg          | Bryan Van Dijk     | Mohamed Riad         | Tomasz Adamiec Dirk Van Tichelt     |
| - 81 kg          | Ole Bischof        | Khvicha Khutsishvili | Yasuhiro Ebi Aliaksandr Stsiashenka |
| - 90 kg          | Lorenzo Bagnoli    | Valentyn Grekov      | Michael Pinske Tamas Madarasz       |
| - 100 kg         | Elco Van der Geest | Dimitri Peters       | Benjamin Behrla Ramadan Darwish     |
| + 100 kg         | Anis Chedly        | Andreas Toelzer      | Barna Bor Zviadi Khanjaliashvili    |

## Medagliere
| Nr.                          | Nazione                      | Oro | Argento | Bronzo | Totale |
| ---------------------------- | ---------------------------- | --- | ------- | ------ | ------ |
| 1                            | Giappone                     | 3   | 2       | 3      | 8      |
| 2                            | Paesi Bassi                  | 3   | 0       | 0      | 3      |
| 2                            | Slovenia                     | 3   | 0       | 0      | 3      |
| 3                            | Germania                     | 1   | 2       | 3      | 6      |
| 4                            | Tunisia                      | 1   | 2       | 0      | 3      |
| 5                            | Russia                       | 1   | 0       | 3      | 4      |
| 6                            | Italia                       | 1   | 0       | 0      | 1      |
| 6                            | Spagna                       | 1   | 0       | 0      | 1      |
| 7                            | Ucraina                      | 0   | 3       | 2      | 5      |
| 8                            | Ungheria                     | 0   | 1       | 4      | 5      |
| 9                            | Francia                      | 0   | 1       | 3      | 4      |
| 10                           | Austria                      | 0   | 1       | 1      | 2      |
| 10                           | Belgio                       | 0   | 1       | 1      | 2      |
| 10                           | Georgia                      | 0   | 1       | 1      | 2      |
| 11                           | Egitto                       | 0   | 0       | 2      | 2      |
| 12                           | Bielorussia                  | 0   | 0       | 1      | 1      |
| 12                           | Canada                       | 0   | 0       | 1      | 1      |
| 12                           | Polonia                      | 0   | 0       | 1      | 1      |
| 12                           | Uzbekistan                   | 0   | 0       | 1      | 1      |
| Totale 19 nazioni medagliate | Totale 19 nazioni medagliate | 14  | 14      | 27     | 55     |

Fonte

## Statistiche

### Statistiche sui partecipanti
|     | Continenti rappresentati | Nazioni rappresentate | Judoka presenti |
| --- | ------------------------ | --------------------- | --------------- |
| Nr. | 4                        | 32                    | 226             |

|              | EJU | JUA | AJU | PJU |
| ------------ | --- | --- | --- | --- |
| Nazionali    | 21  | 3   | 7   | 1   |
| Partecipanti | 138 | 19  | 65  | 3   |

| Categoria | -48 kg | -52 kg | -57 kg | -63 kg | -70 kg | -78 kg | +78 kg |
| --------- | ------ | ------ | ------ | ------ | ------ | ------ | ------ |
| Nr.       | 7      | 13     | 17     | 11     | 11     | 10     | 5      |

| Categoria | -80 kg | -66 kg | -73 kg | -81 kg | -90 kg | -100 kg | +100 kg |
| --------- | ------ | ------ | ------ | ------ | ------ | ------- | ------- |
| Nr.       | 17     | 25     | 28     | 23     | 21     | 21      | 17      |

### Statistiche sull'età dei partecipanti
L'età media dei partecipanti che hanno ottenuto una medaglia è di 24.5 anni.
| Chiho Kagaya  | 19 anni e 20 giorni  |
| Haruna Asami  | 21 anni e 27 giorni  |
| Jeroen Mooren | 23 anni e 283 giorni |

Fonte
| Elco van der Geest | 30 anni e 6 giorni   |
| Ole Bischof        | 29 anni e 256 giorni |
| Rasa Sraka         | 29 anni e 212 giorni |